# Virmajärvi
Virmajärvi (rusky Вирмаярви) je jezero na hranici Finska a Ruska. Nachází se 20 km východně od Hattuvaary v obci Ilomantsi v nadmořské výšce 176 m a patří do povodí řeky Koitajoki. Jezero je dlouhé asi jeden kilometr a široké půl kilometru. Na jezeře se nachází ostrov, který je nejvýchodnějším bodem Finska a celého Schengenského prostoru. Hranice zde byla stanovena již Stolbovským mírem v roce 1617. Jezero se nachází v pohraničním pásmu, ale z finské strany je k němu přístup na vyhlídkovou plošinu označenou sloupem s informační tabulí.